# Fadwa Touqan
Fadwa Touqan (en arabe : فدوى طوقان), née le 1er mars 1917 à Naplouse et morte le 12 décembre 2003 dans la même ville, est une poétesse palestinienne célèbre dans tout le monde arabe sous le nom de « poétesse de la Palestine ». Elle est l'une des rares voix féminines de la poésie palestinienne.
Elle est la sœur d'Ibrahim Touqan.

## Biographie
Fadwa Touqan a souffert en tant qu'enfant non désiré dans sa famille traditionnelle, avec un père despotique et une mère soumise. La poursuite de ses études lui a été refusée et cette situation l'a probablement poussée à fonder plus tard, à Naplouse, un centre de recherche sur la situation des femmes. Son frère, le poète Ibrahim Touqan, l'initie à la poésie et lui apprend les règles de la prosodie arabe classique.
Ses premiers écrits sont des élégies funèbres, où elle conjugue au féminin les thèmes du romantisme : la nature, l'amour, la solitude, la tristesse, le désarroi, etc. Après la guerre des Six Jours de 1967 et l'occupation de la Cisjordanie et de la Bande de Gaza, sa poésie s'oriente vers des thèmes plus nationalistes.
Dans son autobiographie Le Rocher et la peine, elle raconte l'histoire émouvante de son enfance et de son adolescence enfermées dans la rigidité et les règles familiales : « Mon histoire, c'est l'histoire de la lutte d'une graine aux prises avec la terre rocailleuse et dure. C'est l'histoire d'un combat contre la sécheresse et la roche ». Elle précise que son temps « était celui de l'asservissement » et son espace « celui de la prison domestique ». L'emprise de sa vocation en tant que poète et l'aide de son frère lui ont permis de trouver une liberté personnelle.
Dans le deuxième volume de ses mémoires, Touqan raconte ses souffrances et ses espoirs pour une paix durable et parle de ses amis, palestiniens et israéliens, et de la compréhension et du soutien qu'ils lui ont témoignés. De nombreux prix ont récompensé son œuvre. 
Touqan est morte à l'hôpital, dans la nuit du vendredi 12 décembre 2003, après avoir passé plusieurs jours dans le coma à la suite d'une attaque cardiaque.

## Œuvres traduites
- Le Rocher et la Peine (Mémoires I).
- Le Cri de la pierre (Mémoires II).